# حارة أنجيلا ديفيز (كريتر)
حارة أنجيلا ديفيز هي إحدى حارات حي 2 مارس الواقع بمديرية كريتر التابعة لمحافظة عدن، بلغ تعداد سكانها 2089 نسمة حسب تعداد اليمن لعام 2004.